# Sargus rufipes
Sargus rufipes är en tvåvingeart som beskrevs av Johan August Wahlberg 1854. Sargus rufipes ingår i släktet Sargus och familjen vapenflugor. Arten är reproducerande i Sverige. Inga underarter finns listade i Catalogue of Life.